# NGC 3353
NGC 3353 é uma galáxia espiral (Sb) localizada na direcção da constelação de Ursa Major. Possui uma declinação de +55° 57' 35" e uma ascensão recta de 10 horas, 45 minutos e 22,2 segundos.
A galáxia NGC 3353 foi descoberta em 18 de Março de 1790 por William Herschel.